# Pedro Sánchez
Pedro Sánchez Pérez-Castejón (tiếng Tây Ban Nha: [ˈpeðɾo ˈsant͡ʃeθ ˈpeɾeθ kasteˈxon]; sinh ngày 29 tháng 2 năm 1972) là một chính trị gia Tây Ban Nha là Thủ tướng Tây Ban Nha kể từ 1 tháng 6 năm 2018. Ông cũng từng là Tổng thư ký Đảng Công nhân Xã hội Tây Ban Nha (PSOE), đảm nhiệm cương vị này lần thứ nhì sau khi đắc cử lãnh đạo đảng này tháng 6 năm 2017. Ông không phải là nghị sĩ Hạ viện.
Ông đã là ủy viên hội đồng Thành phố Madrid từ năm 2004 đến 2009. Năm 2009, lần đầu tiên ông được bầu vào Hạ viện Tây Ban Nha. Năm 2014, ông được bầu làm Tổng thư ký đảng PSOE, và là ứng cử viên của đảng này tranh cử Thủ tướng trong cuộc tổng tuyển cử năm 2015.
Trong nhiệm kỳ đầu tiên là Tổng thư ký, ông đã phản đối mạnh mẽ việc Rajoy đắc cử làm Thủ tướng. Rajoy cần PSOE bỏ phiếu trắng trong Quốc hội đại biểu để bảo đảm đa số nghị viện. Căng thẳng phát triển trong nội bộ đảng đã cho phép Rajoy thành lập chính phủ; do sự phản đối của ông bởi Sánchez, ông đã từ chức Tổng thư ký đảng vào ngày 1 tháng 10 năm 2016. Ông đồng thời từ chức nghị sĩ, và một ủy ban lâm thời đã tiếp quản lãnh đạo PSOE. Cuối cùng, ông đã giành chiến thắng trong cuộc bầu cử sơ bộ, đánh bại Susana Díaz và Patxi López, và được phục hồi chức Tổng bí thư đảng vào tháng 6 năm 2017. Theo nhiệm kỳ của mình, PSOE đã ủng hộ Chính phủ Tây Ban Nha xử lý trưng cầu dân ý độc lập Catala và khủng hoảng hiến pháp sau đó.
Ngày 31 tháng 5 năm 2018, PSOE đã tiến hành một cuộc bỏ phiếu bất tín nhiệm đối với Mariano Rajoy được thông qua với sự ủng hộ của các nhóm PSOE, Unidos Podemos, và Basque, Valencia và Catala và các đảng theo chủ nghĩa dân tộc. Vào ngày 1 tháng 6 năm 2018, Hoàng gia Tây Ban Nha đã có chỉ dụ sắc phong Pedro Sánchez làm Thủ tướng Tây Ban Nha. Vào ngày hôm sau, ông chính thức tuyên thệ nhậm chức trước nhà vua Felipe VI.
Vào ngày 7 tháng 1 năm 2020, Sanchez được bầu với đa số tương đối làm thủ tướng chính phủ liên minh giữa PSOE với liên minh cánh tả Unidas Podemos, liên minh đầu tiên trong lịch sử gần đây của vương quốc. 167 nghị sĩ đã bỏ phiếu cho ông, 165 nghị sĩ bỏ phiếu chống, 18 phiếu trắng. Sanchez được hỗ trợ bởi một số đảng nhỏ địa phương, bao gồm cả những người theo chủ nghĩa dân tộc xứ Basque (PNV). Đảng ly khai lớn nhất ở Catalan, ERC, đã giữ lời hứa bỏ phiếu trắng.

## Tiểu sử
Pedro Sánchez Pérez-Castejón sinh ở Madrid. Cha ông là một nhà kinh tế và doanh nhân và mẹ ông là một luật sư và công chức trong An sinh xã hội. Ông tốt nghiệp từ Instituto Ramiro de Maeztu, một trường trung học công lập nơi anh chơi bóng rổ trong Estudiantes cantera, một đội ngũ chuyên nghiệp với các liên kết đến trường, tiếp cận đội U-21.
Năm 1990, ông đã nhập học Đại học Complutense để nghiên cứu kinh tế và khoa học kinh doanh. Năm 1993, ông gia nhập PSOE sau chiến thắng Felipe González trong cuộc bầu cử năm đó. Ông tốt nghiệp năm 1995. Ông lấy bằng về chính trị và kinh tế năm 1998 sau khi tốt nghiệp Đại học tự do Brussels, và bằng cấp về lãnh đạo kinh doanh từ Trường kinh doanh IESE trong Đại học Navarra.